# Tom Nijssen
Tom Nijssen (n. 1 de octubre de 1964 en Maastricht, Países Bajos) es un exjugador de tenis. Nijssen conquistó 11 títulos de dobles en su carrera y alcanzó el puesto Nº10 del mundo en esta modalidad.

## Torneos de Grand Slam

### Campeón Dobles Mixto (2)
| Año  | Torneo        | Pareja          | Oponentes en la final                          | Resultado      |
| 1989 | Roland Garros | Manon Bollegraf | Arantxa Sánchez Vicario Horacio de la Peña     | 6-3 6-7(3) 6-2 |
| 1991 | US Open       | Manon Bollegraf | Arantxa Sánchez Vicario Emilio Sánchez Vicario | 6-2 7-6        |

- Datos: Q974191